# Pere Pasqual Sala i Císcar
Pere Pasqual Sala i Císcar (Pego, 2 de març de 1817 - 1901) fou un polític i jurista valencià. Membre d'una família acabalada, estudià dret a la Universitat de València i fou diputat provincial el 1852 i el 1858 pel districte de Pego dins les files del Partit Moderat; cessat el 1860, tornà a ser escollit el 1864 dins les files de la Unió Liberal.
El 1872 fou escollit senador per la província d'Alacant, i com a membre del Partit Conservador, del que en fou el cap a Pego des del 1868, fou elegit diputat a Corts Espanyoles per Pego a les eleccions generals espanyoles de 1876. Va formar part d'una comissió parlamentària creada per a estudiar els efectes de la sequera a les províncies d'Alacant, Almeria i Múrcia, que provocava l'augment de l'emigració vers altres territoris, qüestió sobre la qual va tenir una destacada intervenció parlamentària el maig de 1877, però poc després renuncià al seu escó quan fou nomenat senador per la província d'Alacant. El 1885 abandonà la política activa.